# Pandelís Karasevdàs
Pandelís Karasevdàs (grec: Παντελής Καρασεβδάς; Àstacos, 1877 – Agrínion, 14 de març de 1946) va ser un tirador grec que va prendre part en els Jocs Olímpics de 1896, a Atenes.
Karasevdàs va disputar tres proves de tir. En la prova de rifle militar, 200 m va dominar totalment la prova, encertant els 40 trets que va disparar, per aconseguit un total de 2.350 punts i la medalla d'or. En la prova de rifle militar en tres posicions acabà cinquè, amb 1.039 punts, mentre en la prova de pistola militar a 25 metres abandonà després de dues de les cinc sèries.
Un cop finalitzats els Jocs va entrar a l'exèrcit grec va participar en gairebé tots els conflictes en què es va veure implicada Grècia des de la Guerra grecoturca de 1897 fins a la resistència grega durant la Segona Guerra Mundial. Amb els anys ascendí fins al grau de coronel.
Destacat venizelista i antimonàrquic, fou diputat des de 1910. Entre 1924-1926 i 1928-1930 fou president del Panathinaikos AO i entre 1924 i 1935 fou membre del Comitè Olímpic Grec.